# Darijo Pecirep
Darijo Pecirep (* 14. August 1991 in Kiseljak, SFR Jugoslawien, heute Bosnien und Herzegowina) ist ein kroatischer Fußballspieler.

## Karriere
Pecirep begann seine Karriere in seiner Heimatstadt beim bosnischen Verein NK Kiseljak. Im Januar 2010 wechselte er nach Österreich zum LASK Linz, für dessen Amateurmannschaft er zum Einsatz kam. Im Sommer 2010 wechselte er zum Viertligisten 1. Simmeringer SC, mit dem er 2011 in die Regionalliga aufsteigen konnte. Im Sommer 2012 verließ er den Klub und war kurzzeitig vereinslos, ehe er im September 2012 vom slowakischen Zweitligisten DAC Dunajská Streda verpflichtet wurde. Bereits in der Winterpause 2012/13 kehrte er nach Österreich zurück und wechselte zum Regionalligisten SV Wallern. Im Sommer 2014 wechselte er zum Bundesligisten SCR Altach. Sein Bundesligadebüt für Altach gab er am ersten Spieltag der Saison 2014/15 gegen den SK Sturm Graz, als er in der Schlussphase eingewechselt wurde. Im Winter 2014/15 wurde er bis Saisonende an den Zweitligisten Floridsdorfer AC verliehen. Im Sommer 2015 kehrte er zum SV Wallern zurück. Im Januar 2016 wechselte er zum Ligakonkurrenten FC Blau-Weiß Linz, mit dem er zu Saisonende in den Profifußball aufsteigen konnte.
Im Juli 2017 wechselte er zum Regionalligisten Wiener Sport-Club.
Zur Saison 2018/19 wechselte er zum Zweitligisten SV Ried. In der Saison 2018/19 absolvierte er 25 Spiele für Ried, in denen er elf Tore erzielte. Zur Saison 2019/20 wechselte er zum Ligakonkurrenten SK Austria Klagenfurt, bei dem er einen bis Juni 2021 laufenden Vertrag erhielt. Für Klagenfurt kam er insgesamt zu 47 Zweitligaeinsätzen, in denen er neunmal traf. Mit den Kärntnern stieg er am Ende der Saison 2020/21 in die Bundesliga auf. Nach dem Aufstieg wurde sein ausgelaufener Vertrag im Juli 2021 um eine weitere Spielzeit verlängert. Zu einer zweiten Verlängerung kam es allerdings nicht, womit der Stürmer die Austria nach der Saison 2021/22 nach drei Jahren verließ.
Daraufhin wechselte Pecirep zur Saison 2022/23 zum Regionalligisten SV Stripfing.